# Ficks princip
Ficks princip, efter Adolf Fick, bygger på att flödet av blod genom ett organ är lika med dess upptag eller frisättning av en substans (exempelvis syre) dividerat med skillnaden i
koncentration mellan arteriellt och venöst blod för substansen.
Med hjälp av Ficks princip kan man räkna ut blodflödet genom hjärtat genom följande formel:
{\displaystyle CO={\frac {VO_{2}}{C_{a}-C_{v}}}}
där CO = blodflödet i hjärtat, Ca = Syrekoncentrationen i arteriellt blod och Cv = Syrekoncentrationen i venöst blod.
Två vanliga användningar av Ficks princip är att mäta hjärtminutvolymen och arbetsprov där man samlar in all utandningsluft i säckar och analyserar dem.